# Rougeotiana stigmaticosta
Rougeotiana stigmaticosta là một loài bướm đêm trong họ Noctuidae.